# Teen Dream
Teen Dream je třetí studiové album amerického indie popového dua Beach House, které bylo vydáno v lednu roku 2010. Je to první album u vydavatelství Sub Pop, které bylo produkováno Chrisem Coadym. Deska byla velmi dobře přijata kritikou a hudebním tiskem, který ji označil za jedno z nejlepších alb roku 2010.

## Nahrávání
Nahrávání desky Teen Dream přišlo na řadu hned po rozsáhlém turné k předchozímu albu Devotion (2008). Skupina se snažila natočit více "sofistikovanější" album a podle skupiny byla dema k této desce srovnatelná s nejlepšími skladbami, které se objevily na předchozím albu. Také užití takzvané "ozvěny" bylo výrazně sníženo. Alex Scally vypověděl: "Na této desce je ozvěna použita jen velmi málo".
Nahrávání této desky bylo výrazně nákladně; Scally při interview sdělil: "Všechno, co jsme měli, to jsme utratili. Toto natáčení bylo šíleně drahé. Snažili jsme se získat co nejvíc, jít co nejdále".
Přijetí alba Teen Dream bylo velmi pozitivní. Souhrn kritik na serveru Metacritic, které zahrnují různorodé autory, ohodnotili album 82 body ze 100 možných. Velká spousta publicistů komentovaly změnu zvuku kapely, BBC Music, napsal "tím nezaměnitelným na tomto albu Teen Dream je to, že se skupina opravdu snaží najít svůj vlastní hlas". Několik autorů se zaměřilo na zpěv Victorie LeGrand, Rolling Stone ho označil za zpěv "s nádechem temné pochodně... excelentní" a magazín The Boston Phoenix popsal její hlas jako "vinoucí se kouř v klenbách kostela".
Server Pitchfork označil Teen Dream za 5. nejlepší album roku 2010. Stuart Berman, autor jednoho z hodnocení poukázal na všudypřítomnost zvuku alba, kdy prohlásil, že: "jeho dmoucí se synthové linky a akcent rolniček tvoří výborné album pro zimní podvečery. Album získá ale ještě lepší dojem s teplým počasím-- Teen Dream zachycuje Beach House uprostřed velkého tání, kdy se velké zamrzlé plochy pomalu mění a odhalují svou plnokrevnou vášeň".
Kanadským magazínem Exclaim! bylo album označeno za 3. nejlepší pop-rockové album roku 2010. Recenzent Dimitri Nasrallah napsal: "Třetí album skupiny Beach House je výjimečné a nádherné; pracovali s vysokým kreativním nadšením, a proto duo dosáhlo vrcholu v oboru psaní songů."
Některé recenze ovšem nebyli až tak pochvalné. The Guardian obodoval Teen Dream 2 body z 5, nazývaje jejich práci "podivně chladnou a melodicky lehce neúčinnou". Zatímco The Austin Chronicle nazval album jako "solidní" a ohodnotil jej 3 hvězdami; v recenzi bylo napsáno, že duo má "stále ještě nějaký zlatý prach k rozvíření". Album Teen Dream se dostalo na 17 příčku v seznamu 30 nejlepších alb roku 2010 magazínu Rolling Stone
Deska zahajovala své působení v hitparádě Billboard 200 na 43. místě s 13 000 prodanými kopiemi po prvním týdnu. Celkově bylo prodáno přes 140 000 kopií (květen 2012).
| Pořadí         | Název            | Délka |
| -------------- | ---------------- | ----- |
| 1.             | Zebra            | 4:48  |
| 2.             | Silver Soul      | 4:58  |
| 3.             | Norway           | 3:54  |
| 4.             | Walk in the Park | 5:22  |
| 5.             | Used to Be       | 3:58  |
| 6.             | Lover of Mine    | 5:06  |
| 7.             | Better Times     | 4:23  |
| 8.             | 10 Mile Stereo   | 5:03  |
| 9.             | Real Love        | 5:20  |
| 10.            | Take Care        | 5:48  |
| Celková délka: | Celková délka:   | 48:40 |

Bonusové skladby
| Pořadí | Název | Délka |
| ------ | ----- | ----- |
| 11.    | Baby  | 2:59  |

Byla vydána i speciální DVD edice, která obsahovala buď CD nebo vinylovou desku a speciální DVD, na kterém byly ke každé skladbě desky Teen Dream přidány psychedelické efekty.

## Umístění v žebříčku prodejnosti
| Žebříček (2010)                | Nejvyšší pozice |
| ------------------------------ | --------------- |
| US Billboard 200               | 43              |
| US Billboard Alternativní alba | 6               |